# McDonnell F3H
Die McDonnell F3H Demon (dt.: Dämon) war ein trägergestütztes Allwetter-Jagdflugzeug der United States Navy. Es war der Nachfolger der McDonnell F2H Banshee und wurde von der US Navy von 1956 bis 1964 verwendet. Die F3H war der erste Allwetterjäger der US Navy mit Radar.

## Entwicklung
Die Entwicklung der Demon begann am 30. September 1949, als die US Navy nach Begutachtung einer Attrappe bei McDonnell zwei leicht modifizierte Prototypen eines Abfangjägers bestellte, der landgestützten Flugzeugen ebenbürtig sein sollte. Die Navy hatte dafür schon im Mai 1948 eine Spezifikation herausgegeben, bei der sich McDonnell mit seinem Entwurf Modell 58 gegen zehn andere Entwürfe durchsetzte. Das Flugzeug wurde unter der Leitung von Richard Deagan um das Westinghouse-J40-Triebwerk herum entworfen. Dieses hatte mit 6.350 kp rund dreimal mehr Schub als die beiden Westinghouse J34-WE-34 der McDonnell F2H. Die F3H war McDonnells erstes Pfeilflügeldesign und das erste amerikanische Flugzeug mit Flugkörperbewaffnung.
Der Prototyp XF3H-1 flog erstmals am 7. August 1951, der zweite im Januar 1952. Die Prototypen und ihre Antriebe zeigten zahlreiche technische Mängel, wodurch die Tests häufig unterbrochen und Modifikationen vorgenommen werden mussten. Die Flugtests der ersten Serienmaschine begannen am 24. September 1953. Die Prototypen flogen mit dem nachbrennerlosen XJ40-WE-6-Triebwerk (bei der zweiten Serienmaschine im Januar 1953 durch ein 46,7 kN starken J40-WE-8 ersetzt), für die Serienversion war das J40-WE-24 mit wesentlich höherem Schub vorgesehen. Dieses Triebwerk wurde allerdings nie gebaut und die 56 F3H-1N-Serienflugzeuge stattdessen mit dem J40-WE-22 ausgerüstet. Dieses erreichte gerade mal die Hälfte der nötigen Leistung, ansonsten wurde es zu heiß. Von 35 ausgelieferten F3H-1N stürzten acht ab, wobei drei Piloten starben. Der erste Prototyp ging bereits im März 1954 durch eine Triebwerksexplosion verloren. Die Maschinen erhielten daraufhin Startverbot, bis ein neues Triebwerk zur Verfügung stand. Die Wahl fiel auf das 63,4 kN starke Allison-J71-Triebwerk. 29 weitere F3H-1N wurden auf das J71 umgerüstet. Zusätzlich wurde der Schleudersitz durch ein Martin-Baker-Modell ersetzt. Die F3H-1N blieben ab Juli 1955 am Boden und wurden nie in Dienst gestellt. Die 239 neu ausgelieferten Maschinen mit dem J71 erhielten die Bezeichnung F3H-2N. Ein Prototyp der 2N flog am 23. April 1955 zum ersten Mal, die erste Serienmaschine folgte im Juni 1955. Die Serienmaschinen hatten gegenüber der 1N eine um 18 % größere Flügelfläche. Alle F3H-2N waren serienmäßig mit dem Hughes-AN/APG-51-Radar, anstelle des AN/APG-30 ausgerüstet und mit vier 20-mm-Kanonen bewaffnet. Die F3H-1 war ein reiner Abfangjäger, die F3H-2N mit vier Unterflügelstationen und zwei abwerfbaren Zusatztanks unter dem Rumpf auch als Jagdbomber einsetzbar.
Die US Navy erhielt noch 95 F3H-2M, deren Prototyp am 23. April 1955 zu seinem Erstflug startete und die mit radargelenkten AIM-7C-Sparrow-I-Flugkörpern ausgerüstet werden konnten. Für die dazu notwendige halbaktive Radarlenkung wurde das Radar zum AN/APG-51B modifiziert. Die erste F3H-2M wurde im Februar 1956 an das Navy Missile Center in Point Mugu in Kalifornien übergeben. Im März 1956 wurde mit der VF-14 die erste Einsatzstaffel mit der F3H-2N ausgerüstet. Diese Version war beschränkt allwettertauglich und mit vier infrarotgelenkten AIM-9B Sidewinder ausgerüstet. Als letzte Version wurde die ab September 1956 erprobte F3H-2 (ohne Zusatzbuchstabe) produziert. Diese konnte AIM-7-Sparrow-III und Sidewinder AIM-9B Raketen einsetzen, war jedoch für die Jagdbomberrolle optimiert und konnte 2722 kg Außenlasten tragen. Von dieser Version wurden 236 Stück produziert, deren letzte im April 1960 ausgeliefert wurde.
Die Maschinen wurden bis September 1964 in den Jagdstaffeln der US Navy (acht im Atlantik, 14 in der Pazifikflotte und fünf bei Test- und Übungseinheiten) verwendet, sahen aber keine Kampfeinsätze. Allerdings flogen sie über dem Libanon und Quemoy im Jahre 1958.
Als 1962 das Bezeichnungssystem der US-Streitkräfte vereinheitlicht wurde, wurde aus der F3H die F-3. Als letzte Staffel wurde VF-161 Chargers im September 1964 auf die McDonnell F-4B Phantom II umgerüstet.

## Versionen
XF3H-1Prototyp, 2 gebaut.
F3H-1NJagdflugzeug mit Westinghouse-J40-WE-22-Triebwerk, 56 gebaut. 29 erhielten später das J71-Triebwerk.
F3H-1Pnicht gebaute Aufklärungsversion der F3H-1.
F3H-2 (F-3B)Jagdbomber mit Allison-J71-A-2E-Triebwerk, 239 wurden gebaut.
F3H-2M (MF-3B)Jagdbomber mit der Fähigkeit AIM-7-Sparrow-Luft-Luft-Flugkörper abzufeuern, 95 wurden gebaut.
F3H-2N (F-3C)Jagdbomber mit der Fähigkeit AIM-9-Sidewinder-Luft-Luft-Flugkörper abzufeuern, 125 wurden gebaut.
F3H-2Pnicht gebaute Aufklärungsversion der F3H-2.
F3H-3nicht gebauter Jagdbomber.

## Technische Daten

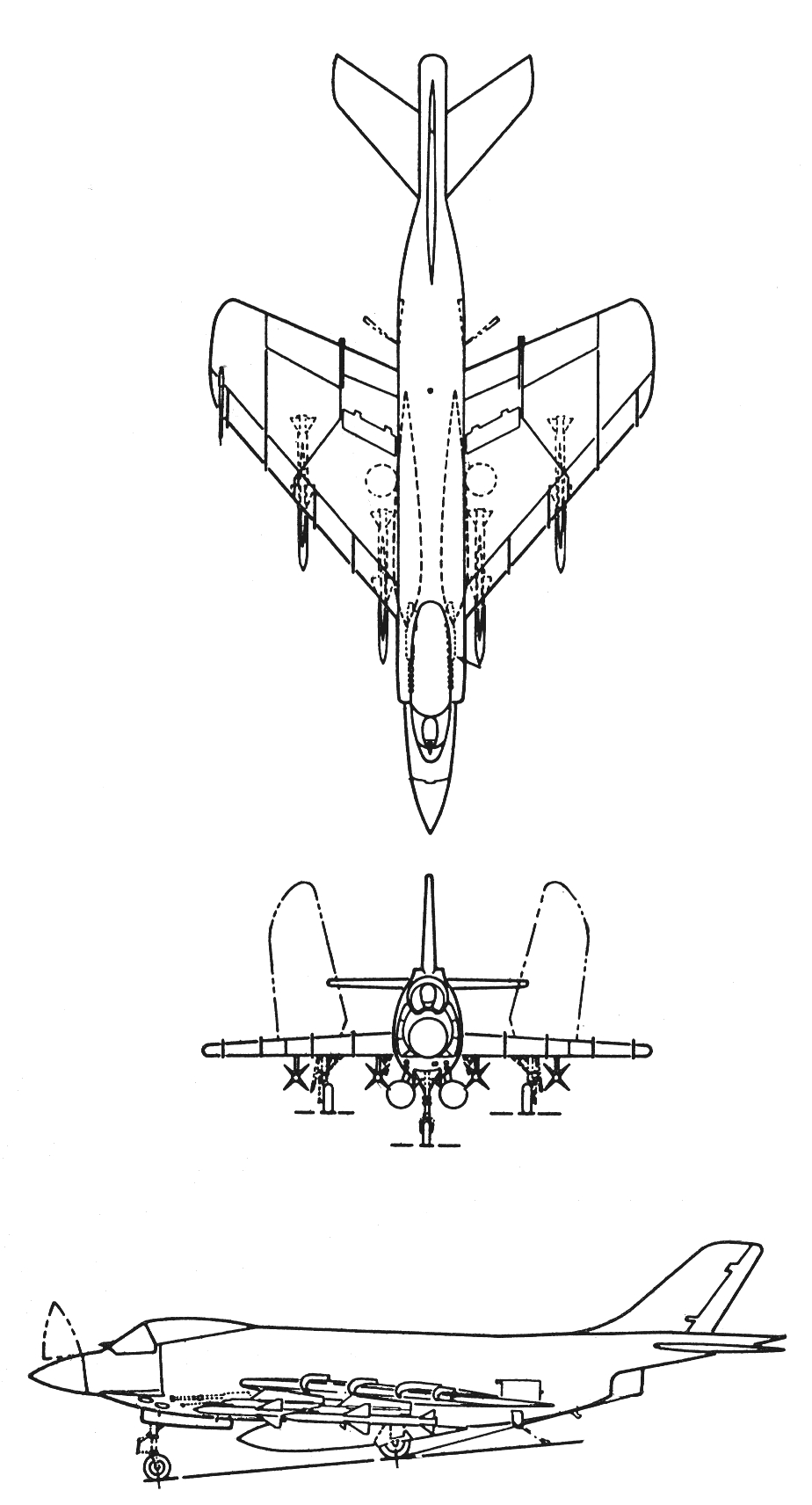
3-Seiten-Riss einer F3H-2M

| Kenngröße             | Daten der McDonnell F3H-2 Demon             |
| --------------------- | ------------------------------------------- |
| Besatzung             | 1                                           |
| Länge                 | 17,98 m                                     |
| Spannweite            | 10,77 m                                     |
| Flügelfläche          | 41,1 m²                                     |
| Höhe                  | 4,45 m                                      |
| Leermasse             | 9.656 kg                                    |
| Startmasse            | 14.127 kg                                   |
| max. Startmasse       | 17.700 kg                                   |
| Antrieb               | ein Allison J71-A-2 mit 62,2 kN Schub       |
| Höchstgeschwindigkeit | 1.152 km/h                                  |
| Steigleistung         | 65 m/s                                      |
| Dienstgipfelhöhe      | 13.000 m                                    |
| Reichweite            | 2.900 km                                    |
| Bewaffnung            | 4 × 20-mm-Colt-Mk-12-Kanone 2.720 kg Bomben |

## Galerie

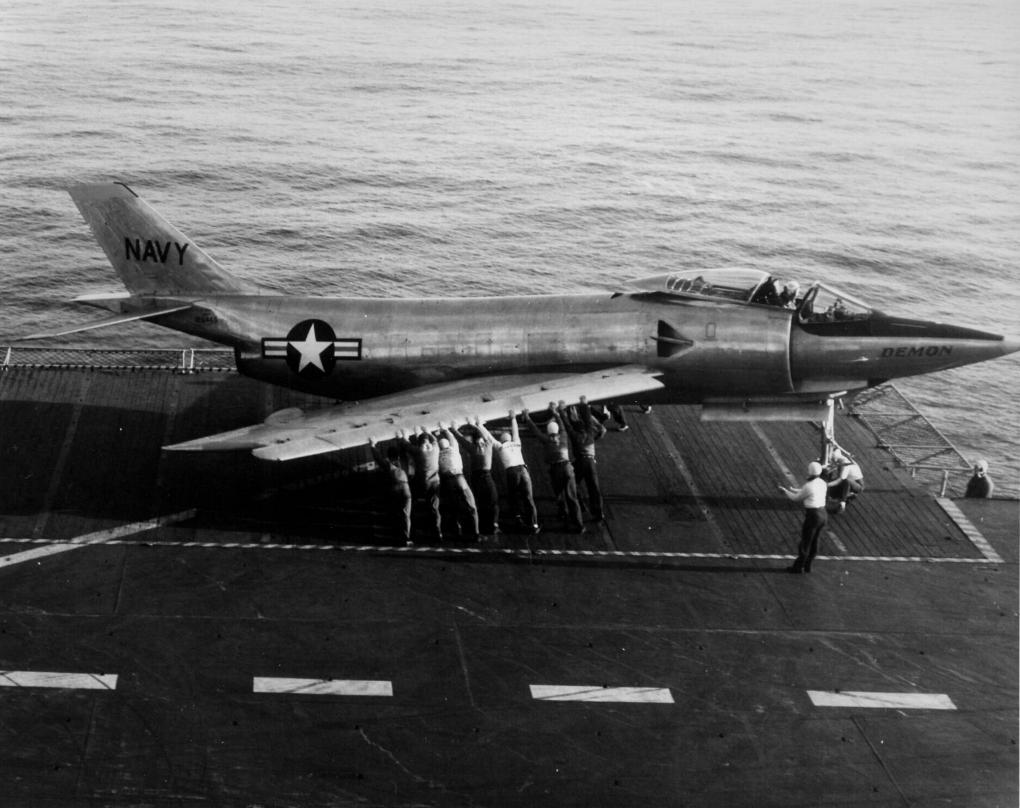
Der Prototyp XF3H-1 1953 auf der USS Coral Sea
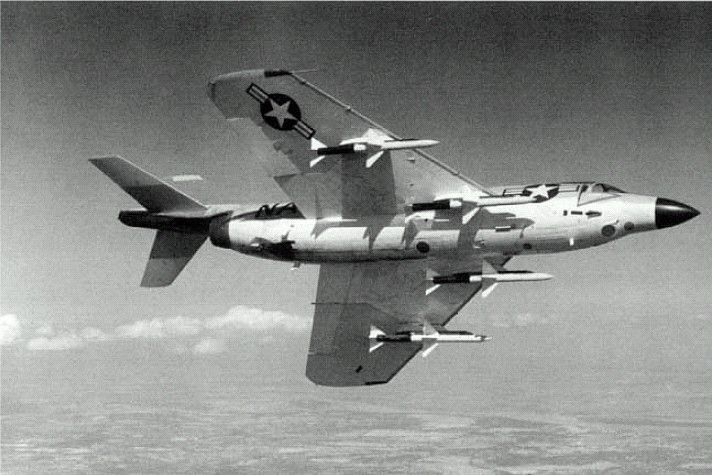
F3H-2M der Staffel VX-4 mit Sparrow-Lenkwaffen
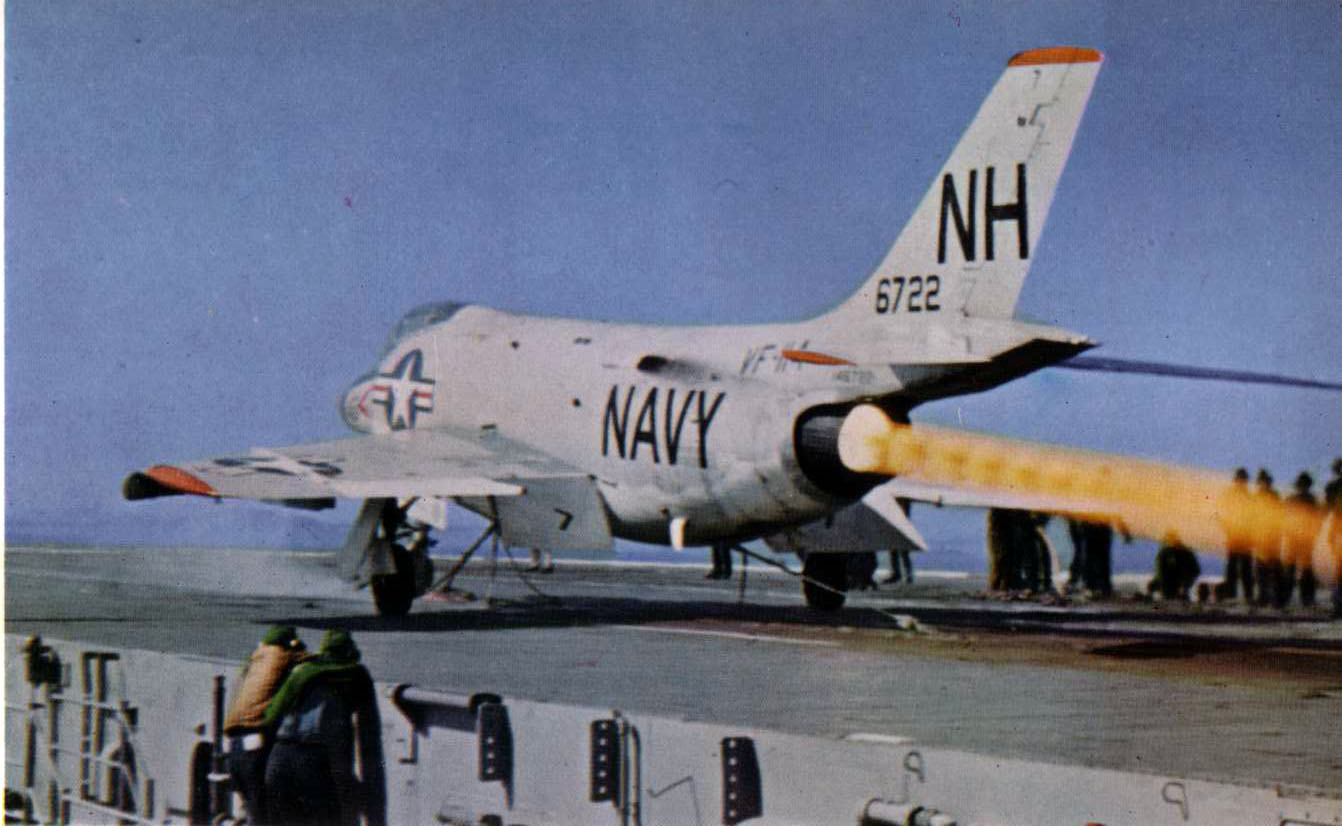
Start einer F3H-2N mit Nachbrenner von der USS Hancock
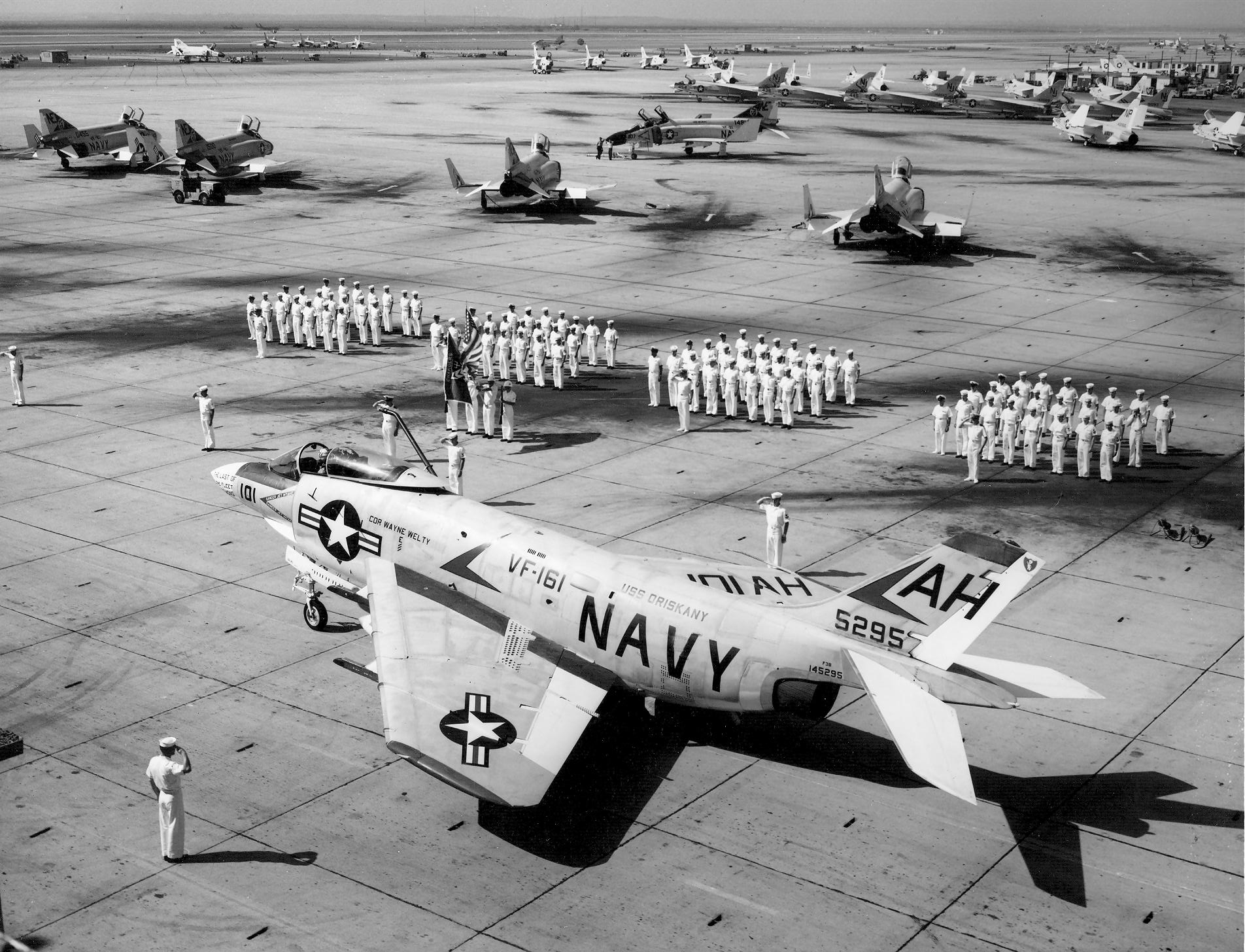
Außerdienststellung der letzten F3H-2 1964